# Хипотермија
Хипотермија је стање када је особа толико хладна да телесна температура падне испод нормале. Хипотермија је свака телесна температура нижа од 35,0 °C. Особе са хипотермијом почну да дрхте, постају збуњене, а некада и речи које изговарају немају смисла. Особе са хипотермијом понекад постану веома уморне. Особе са хипотермијом треба утоплити и одвести у здравствену установу. Ако је то немогуће, особу треба полако загрејавати и дати јој топло пиће. Склоност ка падању у хипотермију може имати наследне основе на хромозому 3 људског генома.

## Блага
Када почне хипотермија, особа осећа хладноћу, дрхти и не може да престане. Особа не може да ради сложене задатке. Такође не може малим прстом шаке да додирне палац. Благу хипотермију лекари некада намерно користе за лечење неких здравствених проблема. Блага хипотермија одузима крв из коже, шака и стопала и доводи је у мозак и важне унутрашње органе. 

## Умерена средња
Особа почиње јако да дрхти, постаје бледа, а уши, прсти и усне могу бити плави. То је зато што организам покушава да задржи топлим најважније органе. Особа може да осећа озбиљну мучнину и може да буде уморна.

## Тешка
Код тешке хипотермије телесна температура још више пада, особа полако престаје да дрхти. Особе у овом стадијуму не могу да говоре и споро мисле, не могу да померају руке. Њихов пулс постаје све слабији.